# Droga wojewódzka 637
Die Droga wojewódzka 637 (DW 637) ist eine 80 Kilometer lange Droga wojewódzka (Woiwodschaftsstraße) in der polnischen Woiwodschaft Ermland-Masuren, die Warszawa mit Węgrów verbindet. Die Strecke liegt in der kreisfreien Stadt Warszawa, im Powiat Miński und im Powiat Węgrowski.

## Streckenverlauf
Woiwodschaft Masowien, Kreisfreie Stadt Warszawa (Warschau)
-  Warszawa (Warschau) (A 2, S 2, S 79, DK 2, DK 7, DK 8, DK 17, DK 61, DK 79, DW 580, DW 629, DW 631, DW 633, DW 634, DW 706, DW 711, DW 717, DW 724, DW 801, DW 898)

Woiwodschaft Masowien, Powiat Miński
-  Sulejówek (DW 638)
- Okuniew
- Zagórze
- Michałów
- Pustelnik
- Mały Stanisławów
-  Stanisławów (DK 50)
- Osęczyzna
- Poręby Nowe
- Dobre
- Walentów
- Świdrów

Woiwodschaft Masowien, Powiat Węgrowski
- Zakrzew
- Pniewnik
- Roguszyn
-  Liw (DW 697)
-  Węgrów (DK 62, DW 696)